# 007 두 번 산다
《007 두 번 산다》(영어: You Only Live Twice)는 1967년에 개봉된 《007 시리즈》 영화이다.

## 줄거리
미국 NASA의 우주선 주피터 16호가 미확인 우주선에 의해 궤도에서 납치된다. 미국은 소련을 의심하지만, 영국은 우주선이 동해에 착륙한 것으로 보아 일본이 연루되었을 가능성을 의심한다. 조사를 위해 MI6 요원 제임스 본드는 홍콩에서 자신의 죽음을 위장한 후 HMS Tenby에서 수장되어 도쿄로 파견된다.
스모 경기를 관람하던 본드는 일본 비밀 요원 아키에게 접근하여 현지 MI6 요원 디코 헨더슨을 만나러 간다. 헨더슨은 우주선에 대한 중요한 증거를 가지고 있다고 주장하지만, 그가 자세히 설명하기도 전에 암살자가 헨더슨을 죽인다. 본드는 암살자를 죽이고 그의 옷을 위장하여 훔쳐 입고, 도주 차량을 타고 오사토 화학으로 이동한다. 그곳에 도착한 본드는 운전사를 제압하고 회사의 사장인 오사토 씨의 사무실 금고를 털어 비밀 문서를 입수한다. 비밀 문서를 확보한 본드는 경비에게 쫓기다가 아키에게 구출되어 외딴 지하철역으로 도망친다. 본드는 그녀를 쫓지만, 함정 문을 통해 일본 비밀 서비스 책임자인 타이거 다나카의 사무실로 떨어진다. 문서에는 화물선 닝포호의 사진이 포함되어 있으며, 사진을 찍은 관광객이 보안상의 이유로 살해당했다는 마이크로도트 메시지가 적혀 있다.
본드는 잠재적 구매자로 위장하여 오사토 화학으로 돌아간다. 그는 오사토와 잠시 만나는데, 오사토는 비서 헬가 브란트에게 본드를 죽이라고 명령한다. 두 사람 모두 스펙터 요원이다. 밖으로 나간 본드는 암살자들의 총격을 받기 전에 아키에게 구출된다. 그들은 닝포호가 정박된 고베로 운전한다. 그들은 그 배가 로켓 연료용 부품을 운반하고 있었다는 것을 알게 된다. 발각된 후 본드는 부하들을 따돌리고 아키는 탈출한다. 본드는 붙잡혀 닝포호에 있는 브란트의 선실에서 깨어난다. 브란트는 본드를 심문한 후 유혹한다. 브란트는 다음 날 본드를 도쿄로 데려가지만, 도중에 비행기 안에서 조명탄을 터뜨리고 본드를 좌석에 가둔 채 낙하산으로 탈출한다. 그러나 본드는 비행기를 착륙시키고 폭발하기 전에 탈출한다.
본드는 닝포호가 어디서 짐을 내렸는지 알아낸다. 그는 Q가 만든 무장 오토자이로를 타고 그 지역 상공을 비행한다. 화산 근처에서 본드는 헬리콥터 4대에게 공격을 받고 그들을 파괴하여 근처 기지에 대한 의심을 확인한다. 또 다른 미확인 우주선에 의해 소련 우주선이 궤도에서 나포되면서 미국과의 긴장이 고조된다. 신비한 우주선은 화산 안에 숨겨진 기지에 착륙하는데, 이 기지는 강대국에 고용되어 미소 전쟁을 시작하려는 스펙터의 에른스트 스타브로 블로펠드가 운영한다. 블로펠드는 본드를 죽이지 못한 오사토와 브란트를 자신의 숙소로 소환한다. 오사토는 브란트를 비난하고, 블로펠드는 그녀를 피라냐로 가득 찬 연못에 던져버린다.

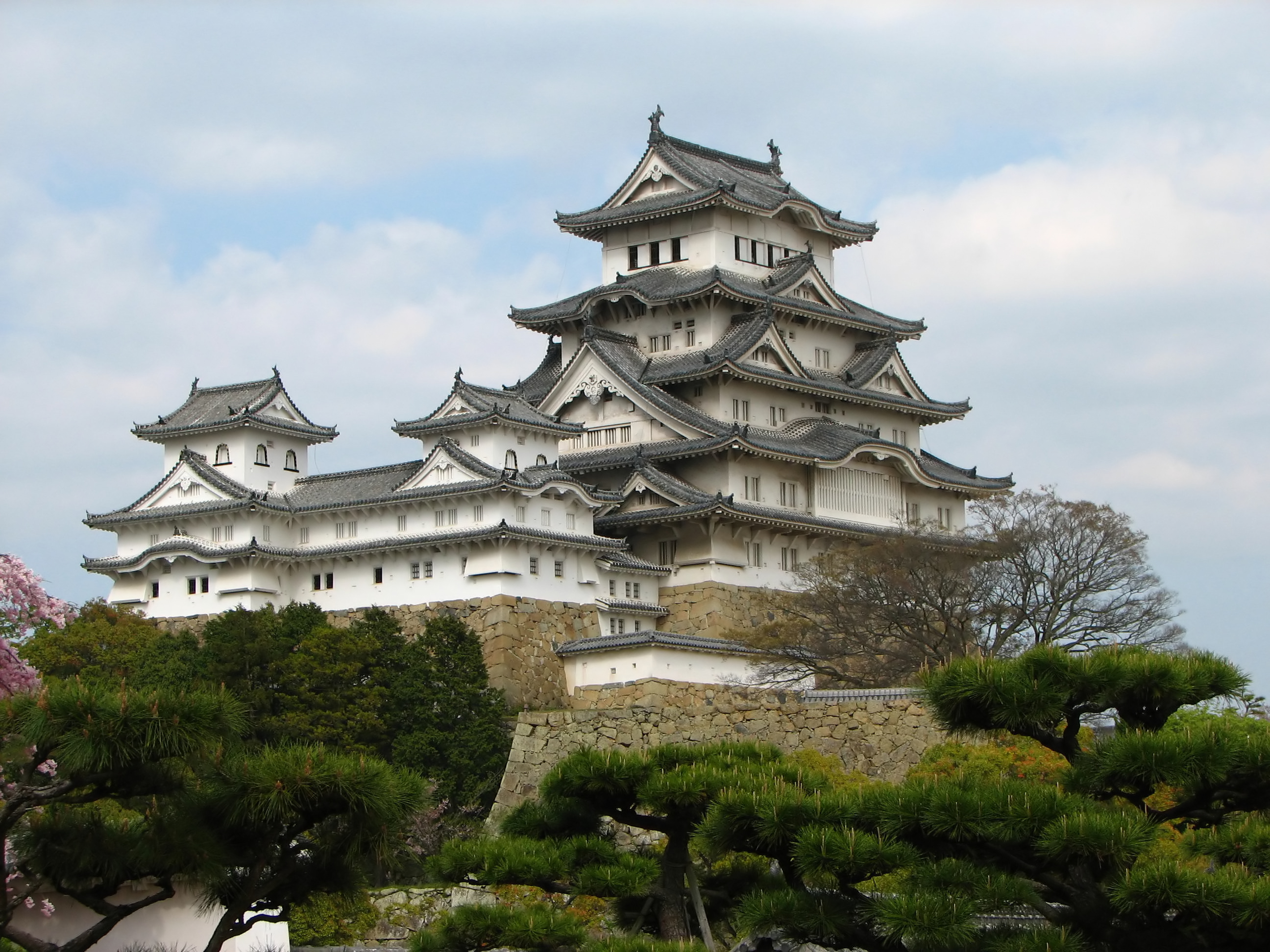
히메지성, 닌자 훈련 장소.

교토에서 본드는 다나카의 닌자들과 훈련하고 섬에서 알려진 요원이 주관하는 아마 잠수부와의 위장 결혼을 포함한 일본 복장을 입고 섬에 대한 더 면밀한 조사를 수행할 준비를 한다. 여전히 교토에 있는 동안 아키는 본드를 노린 스펙터 요원에 의해 잠자고 있는 본드 옆에서 독살당한다.
본드는 다나카의 제자인 키시 스즈키를 소개받고, 그녀가 그의 아내 역할을 수행하게 된다. 단서를 따라 두 사람은 포스겐 가스로 부비트랩이 설치된 동굴을 정찰하는데, 이 동굴은 비밀 로켓 기지가 있는 화산으로 이어진다. 본드는 안으로 잠입하고 키시는 다나카에게 알리러 간다. 본드는 붙잡힌 미국과 소련 우주 비행사들을 찾아 해방시키고, 그들의 도움으로 우주복을 훔쳐 스펙터 우주선 "버드 원"에 잠입한다. 그러나 블로펠드가 본드를 발견하고, 버드 원이 발사되는 동안 본드는 구금된다. 본드는 통제실로 끌려가 블로펠드를 만난다.
버드 원은 미국 우주 캡슐에 가까워지고, 미국군은 소련에 대한 핵 공격을 개시할 준비를 한다. 한편, 다나카의 닌자들은 기지 입구에 접근하지만, 발각되어 총격을 받는다. 본드는 블로펠드의 주의를 분산시키고 닌자들을 들여보낸다. 블로펠드는 본드를 제거하지 못한 오사토를 죽이고 본드 또한 처형하려 하지만, 다나카에게 저지당하고 도망친다. 본드는 통제실로 다시 싸워 들어가 블로펠드의 경호원 한스를 죽이고, 버드 원이 미국 캡슐에 도달하기 전에 자폭 시스템을 활성화시킨다. 미국군이 병력을 철수시키자 블로펠드는 기지의 자폭 시스템을 활성화하고 탈출한다. 본드, 키시, 다나카, 그리고 살아남은 닌자들은 화산 폭발로 기지가 파괴되기 전에 탈출하고, 일본 해상자위대와 영국 비밀 서비스에 의해 구조된다.

## KBS 성우진 (1996년 8월 25일)
- 양지운 - 제임스 본드(숀 코너리)
- 권희덕 - 아키(와카바야시 아키코)
- 이윤선 - 블로펠드(도널드 플레전스)
- 임종국 - M(버나드 리)
- 이완호 - 오사토(테루 시마다)
- 김규식 - Q(데스먼드 흘루엘런) / 국방장관(알렉산더 녹스) / 외무장관(로빈 베일리)
- 설영범 - 다나카(단바 데쓰로) / 해군 사령관(존 스톤)
- 유해무 - 소련 외교관(조지 머셀) / 운전사(피터 마이비아)
- 이봉준 - 헨더슨(찰스 그레이) / 소련 우주 관제원(리처드 마너)
- 최문자 - 머니페니(로이스 맥스웰) / 헬가(카린 도어)
- 김준 - 공군 장교(빌 나기) / 미국 우주조종사(폴 카슨) / 소련 우주조종사(로런스 허더)
- 장승길 - 중국 요원(왕와영) / 하와이 관제원(셰인 리머) / 소련 우주 관제원(마이크 폴)
- 최병상 - 스펙터 3호(버트 쿼크) / 하와이 관제원(에디 비셥) / 소련 우주 관제원(알렉스 마르쳅스키)
- 문일옥 - 키시(하마 미에) / 중국 여성(차이친)
- 김일 - 스펙터 4호(주문건) / 미국 우주조종사(노먼 존스) / 소련 우주 관제원(이언 플린토프)